# Tłuczań Dolny
Tłuczań Dolny (alt. Tłuczań Dolna) – zniesiona wieś, od 1926 w granicach wsi Tłuczań w Polsce, położonej w województwie małopolskim, w powiecie wadowickim, w gminie Brzeźnica.

## Historia
Pod zaborem austriackim Tłuczań Dolny stanowił gminę jednostkową w powiecie Wadowice w cyrkule wadowickim, liczącą w 1854 roku 409 mieszkańców.
W Polsce Tłuczań Dolny stanowił gminę jednostkową w powiecie wadowickim w województwie krakowskim, liczącą w 1921 roku 458 mieszkańców.
6 czerwca 1926 połączony z Tłuczaniem Górnym w jedną jednostkę o nazwie Tłuczań, która zaczeła funkcjonować 15 października 1926.